# Erazm Ciołek (fotograf)

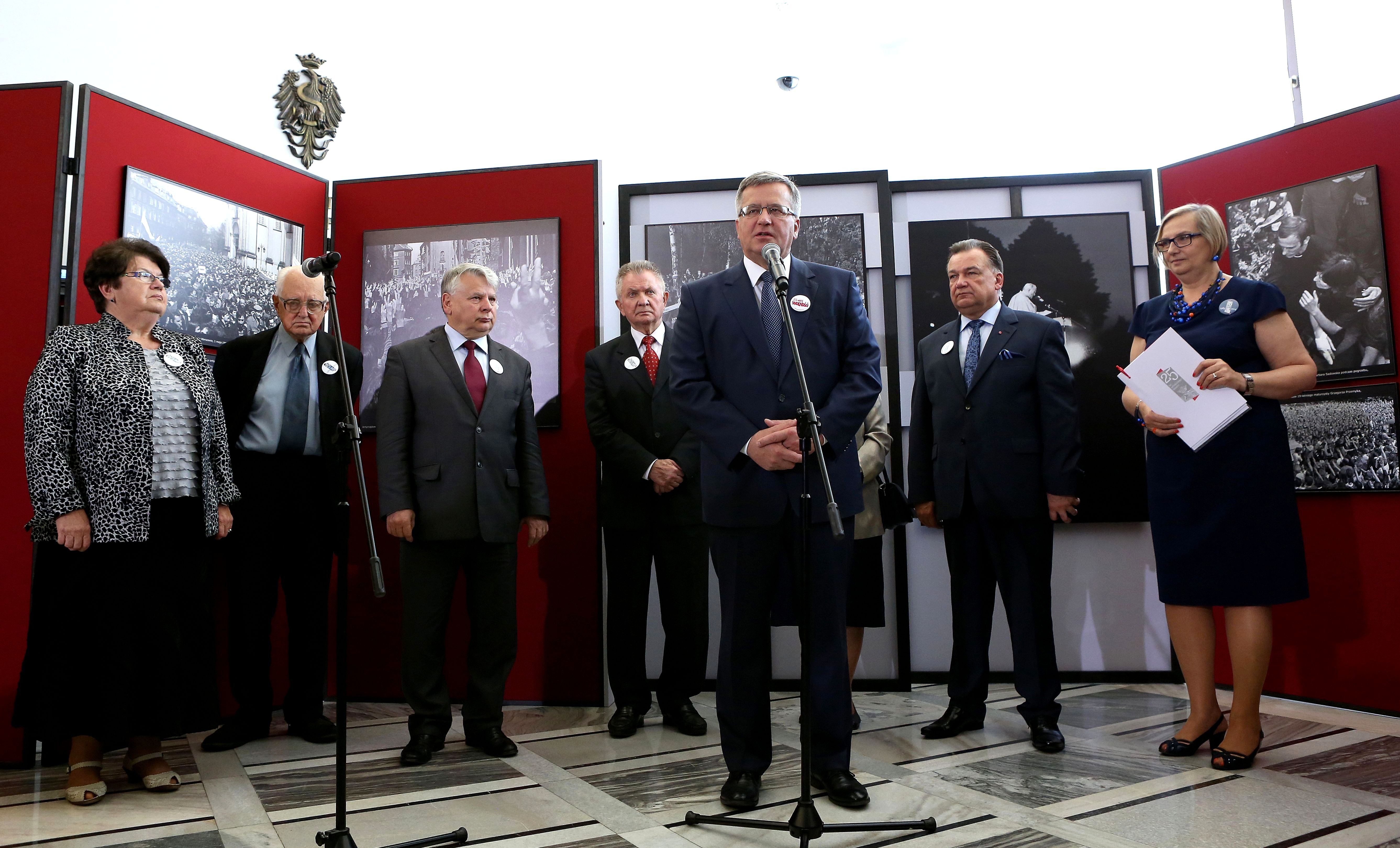
Prezydent Bronisław Komorowski otwierający wystawę „Polskie przemiany w obiektywie Erazma Ciołka” w Senacie (2014)

Erazm Jan Ciołek (ur. 24 czerwca 1937 w Łodzi, zm. 13 listopada 2012 w Warszawie) – polski fotografik i fotoreporter, członek ZAiKS-u, ZPAF oraz Stowarzyszenia Dziennikarzy Polskich.

## Życiorys
W latach 1965–1970 był pracownikiem w Polskiej Agencji Prasowej i Centralnej Agencji Fotograficznej, w latach 1971–1976 „Polityki”. Członek „NSZZ „Solidarność”, twórca serwisu fotograficznego „Nowej”, w latach 1984–1989 był autorem serwisu zdjęciowego Przeglądu Wiadomości Agencyjnych. Po upadku komunizmu współpracował z redakcjami „Gazety Wyborczej”, „Nowego Świata” i „Spotkań”.
W latach 80. XX wieku był jednym z czołowych fotoreporterów rejestrujących przemiany polityczne i społeczne w Polsce. W 1981 wydał album zawierający 112 zdjęć strajkujących robotników Stoczni Gdańskiej. W stanie wojennym dokumentował spotkania działaczy opozycji, manifestacje „Solidarności”, pielgrzymki Jana Pawła II do Polski, niezależne wystawy plastyczne, życie parafii Św. Stanisława Kostki, w której pracował ks. Jerzy Popiełuszko. Wykonał pokazywaną w całej Polsce serię zdjęć podczas pogrzebu warszawskiego maturzysty, Grzegorza Przemyka, zamordowanego przez Milicję Obywatelską w maju 1983.
Był autorem zdjęć między innymi: Zbigniewa Bujaka, Bronisława Geremka, Andrzeja Gwiazdy, Wojciecha Jaruzelskiego, Jacka Kuronia, Witolda Lutosławskiego, Tadeusza Mazowieckiego, Adama Michnika, Kazimierza Orłosia, Anny Walentynowicz, oraz kardynała Stefana Wyszyńskiego.
W 1989 wraz z Jarosławem Maciejem Goliszewskim wykonali wspólne zdjęcia kandydatów „Solidarności” w wyborach do Sejmu i Senatu z Lechem Wałęsą (przy 2 sesjach współpracowali z nimi Jerzy Kośnik i Darosław Maciej Laprus).
W 2010 wszedł w skład Warszawskiego Społecznego Komitetu Poparcia Jarosława Kaczyńskiego w wyborach prezydenckich.
25 maja 2011 na uroczystości w siedzibie Ministerstwa Kultury i Dziedzictwa Narodowego został odznaczony przez ministra Bogdana Zdrojewskiego Złotym Medalem „Zasłużony Kulturze Gloria Artis”.
Erazm Ciołek pochowany został 23 listopada 2012 na cmentarzu Bródnowskim w Warszawie (kwatera 24F-4-15). Tego dnia pamięć o nim uczcił Sejm RP minutą ciszy.

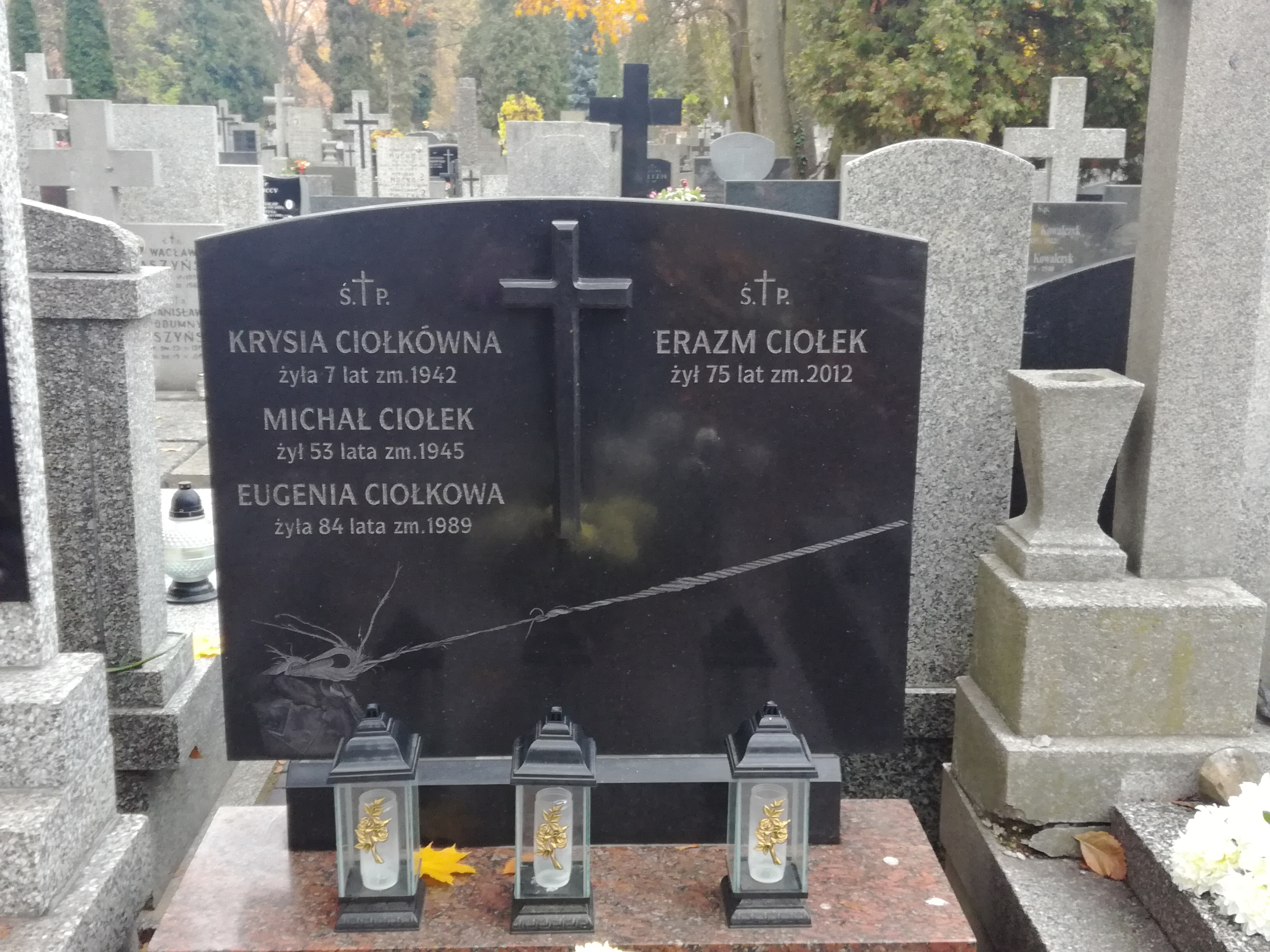
Grób Erazma Ciołka na cmentarzu Bródnowskim

## Wystawy
- „Fotografie” – Galeria Krzywe Koło, Warszawa (i kilka jej powtórzeń) (1960)
- „Ruiny czasu” (prace z Grecji, Egiptu i Libanu) – Warszawa (1962)
- „Forma” – Salon PIW, Warszawa (1964)
- „M.Mathieu i Ch.Aznavour” – Galeria KMPiK Nowy Świat, Warszawa (1969)
- „Plastycy w fotografii” – Hanower, Niemcy (1975)
- „Stocznia Gdańska. Sierpień 1980” – Warszawa; Płock; Legnica; Sztokholm, Szwecja; Belgrad, Jugosławia; Londyn, Anglia (1980-1982)
- „Nepal” – Galeria Rzeźby, Warszawa (1981)
- „Narkomani” – Galeria SDP Warszawa; Gdańsk; Kraków (1981)
- „Solidarność” – pięć wystaw w Polsce; 7 wystaw w Niemczech; Instytut Polski w Düsseldorfie, RFN; Londyn, Anglia; Sofia, Bułgaria; Bratysława, Czechosłowacja (1989)
- „Nikaragua” – BWA, Warszawa (1990)
- „Portrety” (artyści plastycy ASP Warszawa) – ASP, Warszawa (1995)
- „Wystawa indywidualna” (w ramach 25 rocznicy wydarzeń w Stoczni Gdańskiej) – Muzeum Narodowe, Gdańsk (2005)
- Wystawa zbiorowa w ramach 26 rocznicy „Solidarności” (ze szczególnym uwzględnieniem zdjęć Erazma Ciołka) – Muzeum Narodowe, Warszawa (2005)

## Publikacje
- Stop, kontrola: Stocznia Gdańska, sierpień 1980, wyd. 1981
- Kuba Fidela Castro, wyd. Rytm, 2007
- Polska: sierpień 1980 – sierpień 1989, wyd. Editions-Spotkania, 1990, wyd. drugie IPN, 2010

## Odznaczenia i nagrody
- Nagroda Kulturalna „Solidarności” przyznawana przez Komitet Kultury Niezależnej (1984)
- Nagroda Dziennikarzy Niezależnych SDP (za całokształt twórczości) (1987)
- Nagroda Honorowa XVIII Zjazdu Delegatów Polskich Artystów Plastyków (1993)
- Nagroda stulecia Akademii Sztuk Pięknych w Warszawie (1995)
- Odznaka Zasłużonego Działacza Kultury (2001)
- Nagroda medal Komisji Krajowej NSZZ „Solidarność” z okazji 25-lecia (2005)
- Krzyż Kawalerski Orderu Odrodzenia Polski (2006) za wybitne zasługi w działalności na rzecz przemian demokratycznych w Polsce, za osiągnięcia w pracy zawodowej i społecznej[7]
- Laur SDP (najwyższe odznaczenie Stowarzyszenia Dziennikarzy Polskich nadane pierwszemu fotoreporterowi w Polsce) (2007)
- Złoty Medal „Zasłużony Kulturze Gloria Artis” (2011)
- Krzyż Oficerski Orderu Odrodzenia Polski, 21 listopada 2012, pośmiertnie za wybitne zasługi w dokumentowaniu ruchu niepodległościowego i przemian demokratycznych w Polsce, za osiągnięcia w dziedzinie fotografii[8]

## Upamiętnienie
Od 2013 Stowarzyszenie Dziennikarzy Polskich przyznaje Nagrodę im. Erazma Ciołka za fotografię społecznie zaangażowaną.